# Fachverband Bauelemente Distribution
Der Fachverband der Bauelemente Distribution e.V. (FBDi) ist der Fachverband der in Deutschland und den Nachbarländern in der Distribution elektronischer Bauelemente tätigen Unternehmen.

## Geschichte
Er wurde 2003 gegründet und vertritt über 70 % des Gesamtmarktes. Zweck des Verbands ist es, die Mitglieder über wirtschaftliche Entwicklungen der Distributionsindustrie zu informieren und geeignetes Informationsmaterial auf zubereiten. Außerdem vertritt er die Interessen der Mitgliedsunternehmen bei gesetzlichen Maßnahmen und gegenüber offiziellen Stellen. Als Diskussionsforum bietet er seinen Mitgliedern die Möglichkeit, Trends und Probleme zu erörtern, distributionsinterne Fragen zu klären und einen verbandsinterne Erfahrungs- und Meinungsaustausch voranzutreiben.

## Organisation
Die Organe des Verbands setzen sich aus der Mitgliederversammlung, dem Vorstand (Georg Steinberger, Andreas Aschenbrenner und Bert Schukat) und der Geschäftsführung (Andreas Falke) zusammen. Mitglieder im Verband sind sowohl Nischen- und Spezialdistributoren unterschiedlicher Größe und Ausrichtung als auch Broadliner.
Der Verband ist Mitglied des europäischen Branchen- und Fachverbands International Distribution of Electronics Association und arbeitet eng mit dem italienischen Verband Electronics Distributors Association sowie der internationalen Organisation National Electronics Distributors Association zusammen.

## Arbeit
Der Verband veröffentlicht regelmäßig Statistiken und Datenmaterial zum deutschen Distributionsmarkt für elektronische Bauelemente und sorgt für deren Verbreitung in den Fachmedien.
Zu den Publikationen zählen u. a. der anonym erhobene und quartalsweise veröffentlichte FBDi-Geschäftsklimaindex sowie das zweijährlich erscheinende FBDi-Directory. Das Nachschlagewerk listet Angebote und Leistungen von Distributoren elektronischer Komponenten auf und enthält Artikel und Interviews zu aktuellen Trends und Marktentwicklungen. Zur Handhabung von EU-Umweltregularien bietet der FBDi in Arbeitskreisen erarbeitete Handlungshilfen, z. B. den FBDi Umwelt- und Kompatibilitäts-Kompass.
Zu den Kernaufgaben zählt die Stellungnahme zu wichtigen Industriethemen (u. a. Ausbildung, Haftung und Recht) sowie zu Umweltthemen und die marktgerechte Umsetzung von EG-Richtlinien und Verordnungen (u. a. RoHs, WEEE (I und II) und REACH). Für seine Mitglieder organisiert der Verband regelmäßig Arbeitskreise, in denen Handlungsempfehlungen erarbeitet und aktuelle Themen wie Umwelt und Compliance, Traceability sowie Markt und Zukunft diskutiert werden.